# جمشید چوکسی
جمشید گرشاسب چوکسی (به انگلیسی: Jamsheed K. Choksy) (زاده بمبئی) پروفسور ایرانی‌شناس در بخش مطالعات اوراسیای مرکزی، تاریخ، هندی‌شناسی و دین‌شناسی و هیئت علمی خاورمیانه و اسلام‌شناسی و مطالعات بین‌المللی در دانشگاه ایندیانا بلومینگتون است، لیسانس خود را از دانشگاه کلمبیا و دکترایش را از دانشگاه هاروارد دریافت کرده است. او رئیس بخش زبان‌ها و فرهنگ‌های خاور نزدیک و سربرست برنامه‌های مطالعاتی خاورمیانه است

## آثار
ستیز و سازش (۱۳۸۲) ترجمة نادر میرسعیدی، تهران: ققنوس.

## جوایز
- National Endowment for the Humanities Fellow
- Guggenheim Fellow
- National Council of the Humanities Member
- Mellow Fellowship
- American Philosophical Society Fellowship
- Royal Asiatic Society of London Fellow